# Vóinka
Vóinka (en (ucraïnès): Воїнка) és un poble de la República Autònoma de Crimea a Ucraïna, que el 2014 tenia 4.089 habitants. Pertany al districte rural de Krasnoperekopsk.